# Коефициент на топлопредаване
Под топлопредаване се разбира конвективният пренос на топлина от флуид (газ или течност) към твърдо тяло, най-често стена, или обратно, преносът от стена към флуид. Скоростта на този пренос се описва чрез коефициента на топлопредаване, означаван в българската, немската, руската и др. литература най-често като α. В английската литература се използва означението h (heat transfer coefficient). 
Топлинният поток при топлопредаване се определя със следното уравнение:
{\displaystyle {\dot {Q}}=\alpha \cdot A\cdot (T_{s}-T_{f})}
- {\displaystyle A}: топлообменната повърхност, {\displaystyle m^{2}}.
- {\displaystyle T_{s}}: температура на стената/твърдото тяло, {\displaystyle K}
- {\displaystyle T_{f}}: температура на флуида, {\displaystyle K}
- {\displaystyle {\dot {Q}}}: топлинен поток, {\displaystyle W}

Коефициентът на топлопредаване α е дефиниран като 
{\displaystyle \alpha ={\frac {\dot {Q}}{A\cdot (T_{s}-T_{f})}}}
и има измерение {\displaystyle {\frac {\mathrm {W} }{\mathrm {m^{2}\cdot K} }}={\frac {\mathrm {kg} }{\mathrm {s^{3}\cdot K} }}}.
Реципрочната му стойност се нарича термично съпротивление при топлопредаване:
{\displaystyle r={\frac {1}{\alpha }}}.
Коефициентът на топлопредаване се изчислява често с помощтта на критерия на Нуселт Nu чрез уравнения от вида 
{\displaystyle Nu=f(Re,Gr,Pr);\ \ \ \ \rightarrow \alpha ={\frac {\lambda }{L}}\cdot {Nu}}
- Re : Критерий на Рейнолдс (предимно при принудена конвекция)
- Gr : Критерий на Грасхоф  (предимно при естествена конвекция)
- Pr : Критерий на Прантъл
- λ  : Коефициент на топлопроводност на флуида
- L  : характерен размер (диаметър на тръбата, височина на стената и др.)

В литературата се срещат уравнения за Nu за типични случаи като: топлопредаване към вертикална стена, към хоризонтална стена, топлопредаване в тръба, обтичане на цилиндрично или сферично тяло, обтичане на сноп тръби, неподвижен слой от насипани частици и др. Коефициентът на топлопредаване нараства със скоростта на движение на флуида. Това е от значение при интензифицирането на топлообменници или при определянето на топлинни загуби в сгради, тръбопроводи и др. Типични стойности на коефициента на топлопредаване (W/m2*K) са:
- Газове, естествена конвекция - 5-25
- Газове, принудена конвекция - 12-120
- Вода, естествена конвекция - 70-700
- Вода, принудена конвекция - 600-12000
- Вискозни течности, принудена нонвекция - 60-600
- Кипяща вода - 2000-12000
- Кондензиращи водни пари - 4000-45000